# Faro di Capraia
Il faro di Capraia detto anche Faro di Punta del Ferraione è un faro marittimo del canale di Corsica che si trova lungo la costa orientale dell'isola di Capraia, presso punta del Ferraione, che chiude a sud-est l'insenatura del porto. Ad alimentazione elettrica e a ottica fissa, la lampada principale emette un lampo bianco ogni 6 secondi dalla portata di 16 miglia nautiche, mentre la portata della lampada di riserva è di 11 miglia nautiche.

## Storia
Il faro, la cui costruzione risale al 1868, venne in seguito ristrutturato nel 1908. La sua realizzazione fu voluta dalla Marina Militare, all'epoca denominata Regia Marina, per l'illuminazione del lato orientale dell'isola; l'illuminazione della costa occidentale dell'isola invece è di epoca recente con l'attivazione di un moderno faro dopo la dismissione dello storico semaforo di Monte Arpagna alla sommità dell'isola.

## Descrizione
Il faro monumentale di punta del Ferraione è costituito da una torre a sezione quadrata in muratura bianca che si eleva all'angolo nord-orientale di un fabbricato a pianta quadrangolare, anch'esso in muratura bianca, che si articola su due livelli e al cui interno erano stati ricavate le abitazioni dei guardiani prima della sua definitiva automatizzazione.
Alla sommità della struttura turriforme si trova la lanterna metallica grigia.